# Бой у Владимирца
Бой у Владимирца — первая известная антинемецкая вооружённая акция Украинской повстанческой армии, состоявшаяся в посёлке Владимирец (Ровенская область) .

## Предыстория
Отряд Перегиняка (Коробки) был одним из первых подразделений УПА. В издании ОУН-Б «До Зброї» эта группа упоминается как первая сотня УПА. Она была создана по поручению Ивана Литвинчука.
Непосредственной причиной нападения на посёлок было ранение и арест немцами члена ОУН-Б «Дибровы», которого содержали во Владимирцах. Когда данные об этом попали к местному руководству ОУН, то на совещании под руководством «Дубового» было принято решение напасть на отделение шуцполиции и освободить арестованного.

## Ход боя
В ночь с 7 на 8 февраля 1943 года сотня «Коробки» вошла в посёлок и напала на полицейский участок, в котором размещалось, скорее всего, от нескольких до десятка жандармов (немцев и «казаков»). Повстанцы были вооружены револьверами, карабинами и пистолетами-пулеметами, но у некоторых было лишь холодное оружие (топоры, пики и ножи). В ходе боя повстанцы взяли здание. Было захвачено 20 карабинов, 65 кос, амуницию. Также нападению подверглось здание, в котором квартировали «казаки».
По официальным данным УПА, погибли семь противников, в том числе немецкий командир жандармерии, при собственных потерях в 2 раненых и 1 убитого. По данным польских историков Владислава и Евы Семашко, во время боя был убит один немец и трое «казаков» (предположительно — «власовцев»), кроме того, 6 «казаков» было взято в плен (их забрали с собой при отходе из Владимирца, по утверждению Владислава и Евы Семашко, на следующий день члены УПА зарубили их топорами в одном из домов в польской колонии Паросля 1). Утверждения одного из участников боя, Фёдора Кондрата, который заявлял, что во время нападения на гарнизон было взято в плен 19 человек и 63 убито, Г. Мотыка охарактеризовал как «фантастические».

### Последующие события
Польский историк Гжегож Мотыка утверждает, что 9 февраля 1943 отряд Перегиняка истребил польское население в селе Паросля. Судя по его описанию, националисты после боя во Владимирце зашли под видом советских партизан в деревню и потребовали от местных поляков помощи. Поев в крестьянских семьях, бойцы отряда собрали поляков в одно место и зарубили топорами 173 человека. Резня в селе Паросля считается началом Волынской резни. Однако, это утверждение оспаривается украинскими историками, которые указывали на то, что Мотыка пользовался неподтвержденными данными (слухами). Также боец сотни Александр Шмалюх («Качан», «Грушка», 1925 г.р.) отрицает причастность сотни к нападению на Парослю. По его словам, после нападения на Владимирец сотня шла от села к селу по направлению к Высоцку и в это время не было никаких боев, кроме короткой перестрелки с советскими партизанами в с. Золотое, что обошлось без жертв с обеих сторон. Украинские историки сходятся во мнении, что Паросля — дело рук уголовной банды или немецкая провокация.
Владимирец ещё раз стал целью атак УПА в начале 8 августа 1943. Главное острие атаки на сей раз было направлено против польского населения. 30 украинских полицаев, которые дислоцировались в городке, сразу же, как началась атака, перешли на сторону повстанцев. Поляки успели занять оборону в церкви святого Юзефа. Уповцы, не сумев взять штурмом главный вход, взорвали заднюю стену церкви, убив при том двух полек. К счастью для поляков, в тот момент во Владимирец прибыла немецкая подмога, что заставило УПА отказаться от дальнейшего штурма и отступить. Сразу же после нападения немцы эвакуировали из городка своих солдат и польское население.